# Összoroszországi Kiállítási Központ

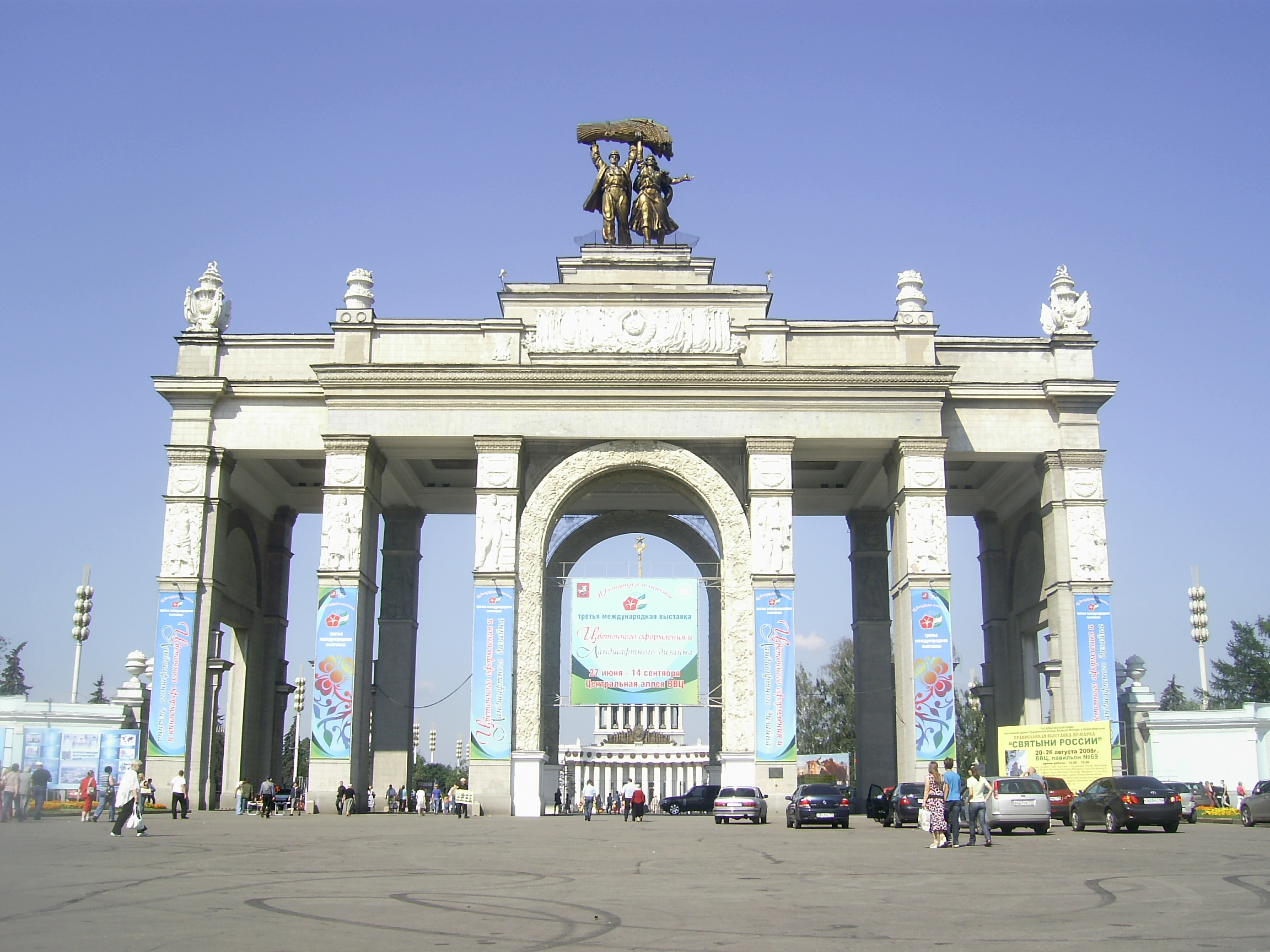
A VVC főbejárata

Az Összoroszországi Kiállítási Központ, rövidítve VVC (orosz betűkkel: ВВЦ – Всероссийский выставочный центр [Vszerosszijszkij visztavocsnij centr]), korábbi nevén VDNH (Visztavka Dosztyizsenyiij Narodnovo Hozjajsztva, Népgazdasági Eredmények Kiállítása) eredetileg a Szovjetunió gazdasági, műszaki és tudományos életét bemutatni hivatott kiállítási terület Moszkvában.

## Története
1939-ben mezőgazdasági kiállításként alapították a Jaroszlavli sugárút (az 1957-es Világifjúsági Találkozó óta Béke sugárút, Proszpekt Mira) melletti parkos területen, a közelében van ma is a legnagyobb moszkvai botanikus kert. A sztálini időkben fontos propagandacélokat szolgált, a cél a Szovjetunió és a szocializmus elért sikereinek bemutatása volt. Hruscsov hatalomra kerülése után a területet átalakították egy hatalmas, 220 hektár kiterjedésű parkká, ahol a Szovjetunió műszaki-tudományos eredményeit mutatták be. 1964-ben, három évvel Jurij Gagarin űrutazása után építették a monumentális, 100 méter magas Szputnyik emlékművet amely egy kilőtt rakétát ábrázol. 1972-ben nyílt meg az emlékmű talapzatán az Űrhajózási Múzeum, ahol megtalálható a Vosztok–1 is, ebben az űrhajóban kerülte meg Gagarin a Földet.
A kiállítás területén található a híres Munkás és kolhozparasztnő szobor, Vera Muhinának az 1937-es párizsi világkiállításra készült 25 m magas alkotása is, amelynek felújítása 2009-ben fejeződött be. A VDNH területén megtalálható a volt szovjet tagköztársaságok és nagyobb városok pavilonja. A kiállítási központ eredeti céljainak megfelelően ma a moszkvaiak kedvelt pihenő parkja, hétvégente sok család keresi fel. A terület könnyen megközelíthető a VDNH metróállomás közelségének köszönhetően.

## Külső hivatkozások
- Az Összoroszországi Kiállító Központ honlapja (angol)